# Hideo Mabuchi
Hideo Mabuchi (* 8. Oktober 1971) ist ein US-amerikanischer Physiker.

## Leben
Mabuchi machte 1992 seinen Bachelorabschluss in Physik magna cum laude an der Princeton University und wurde 1998 bei H. Jeff Kimble am Caltech promoviert. Noch als Doktorand bekam er einen Ruf auf eine Professur am Caltech (Associate Professor in den Fakultäten für Physik und Kontrolle und Dynamik). Er ist seit 2007 Professor für Angewandte Physik an der Stanford University, wo er ein eigenes Institut (Mabuchi Lab) hat. Von 2010 bis 2016 war er Vorstand der Fakultät für Angewandte Physik.
Er arbeitete in der Atomphysik und Quanteninformatik, wobei er Echtzeit-Beobachtungs- und Kontrollsysteme für Quantensysteme entwickelte. Er wandte mathematische Methoden der Kontrolltheorie für den Entwurf und die Analyse komplexer physikalischer Systeme an, befasst sich mit molekularer Biophysik mit Methoden der Quantenoptik, mit nichtlinearer Quantendynamik in Hohlraum-Quantenelektrodynamik (Cavity-QED) sowie mit deren Anwendungen in der Quanteninformatik, Quantenoptik mit Nanostrukturen, Quanten-Metrologie, der Nutzung quantenmechanischer Systeme für Messzwecke und Techniken zur Kontrolle des Quanten-Rauschens, und der Untersuchung des Übergangs von quantenmechanischem zu klassischem Verhalten.
1999 erhielt er eine Sloan Research Fellowship der Alfred P. Sloan Foundation und 2000 eine MacArthur Fellowship und einen ONR Young Investigator Award.

## Publikationen (Auswahl)
- Quantum feedback and the quantum-classical transition. In: John D. Barrow, P. C. W. Davies, Charles L. Harper (Hrsg.): Science and ultimate reality: quantum theory, cosmology, and complexity. Cambridge University Press, 2004, ISBN 0-521-83113-X (englisch, eingeschränkte Vorschau in der Google-Buchsuche).
- Hideo Mabuchi: Continuous quantum error correction as classical hybrid control. In: New Journal of Physics. Band 11, 30. Oktober 2009, S. 105044, doi:10.1088/1367-2630/11/10/105044 (englisch).
- Benjamin Lev, Kartik Srinivasan, Paul Barclay, Oskar Painter, Hideo Mabuchi: Feasibility of detecting single atoms using photonic bandgap cavities. In: Nanotechnology. Band 15, Nr. 10, 23. Juli 2004, S. S556, doi:10.1088/0957-4484/15/10/010, arxiv:quant-ph/0402093 (englisch).
- Joseph Kerckhoff, Hendra I. Nurdin, Dmitri S. Pavlichin, Hideo Mabuchi: Designing quantum memories with embedded control: photonic circuits for autonomous quantum error correction. In: Phys. Rev. Lett. Band 105, 2010, S. 040502, doi:10.1103/PhysRevLett.105.040502 (englisch, stanford.edu [PDF]).